# Shanghai International Circuit
Funkciji {{#coordinates:}} so bili posredovani neveljavni argumenti
Shanghai International Circuit (poenostavljeno kitajsko 上海国际赛车场; tradicionalno kitajsko 上海國際賽車場; pinjin: Shànghǎi Guójì Sàichēchǎng) je novo dirkališče, ki leži v bližini Šanghaja na Kitajskem. Dirke Formule 1 za Veliko nagrado Kitajske gosti od sezone 2004.
Kot mnogo novejših dirkališč Formule 1, je bil glavni načrtovalec Hermann Tilke. Nasprotno od splošnega prepričanja, podobnost tlorisa dirkališča s kitajsko črko šang, ni bila načrtovana vnaprej, ampak naključna. Steza meri v dolžino 5.5 kilometra.

## Zmagovalci
| Sezona | Zmagovalec         | Moštvo                     | Poročilo |
| ------ | ------------------ | -------------------------- | -------- |
| 2025   | Oscar Piastri      | McLaren-Mercedes           | Poročilo |
| 2024   | Max Verstappen     | Red Bull Racing-Honda RBPT | Poročilo |
| 2019   | Lewis Hamilton     | Mercedes                   | Poročilo |
| 2018   | Daniel Ricciardo   | Red Bull-TAG Heuer         | Poročilo |
| 2017   | Lewis Hamilton     | Mercedes                   | Poročilo |
| 2016   | Nico Rosberg       | Mercedes                   | Poročilo |
| 2015   | Lewis Hamilton     | Mercedes                   | Poročilo |
| 2014   | Lewis Hamilton     | Mercedes                   | Poročilo |
| 2013   | Fernando Alonso    | Ferrari                    | Poročilo |
| 2012   | Nico Rosberg       | Mercedes                   | Poročilo |
| 2011   | Lewis Hamilton     | McLaren-Mercedes           | Poročilo |
| 2010   | Jenson Button      | McLaren-Mercedes           | Poročilo |
| 2009   | Sebastian Vettel   | Red Bull-Renault           | Poročilo |
| 2008   | Lewis Hamilton     | McLaren-Mercedes           | Poročilo |
| 2007   | Kimi Räikkönen     | Ferrari                    | Poročilo |
| 2006   | Michael Schumacher | Ferrari                    | Poročilo |
| 2005   | Fernando Alonso    | Renault                    | Poročilo |
| 2004   | Rubens Barrichello | Ferrari                    | Poročilo |